# Javier Salinas Viñals

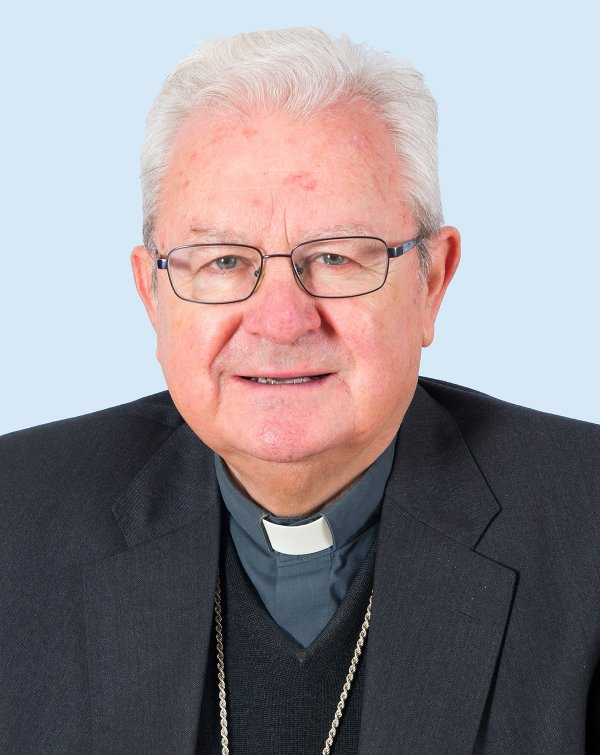
Bischof Javier Salinas Viñals (2016)

Bischofswappen von Javier Salinas Viñals

Javier Salinas Viñals (* 23. Januar 1948 in Valencia) ist ein spanischer römisch-katholischer Geistlicher und emeritierter Weihbischof im Erzbistum Valencia.

## Leben
Javier Salinas Viñals studierte Philosophie und Katholische Theologie am Priesterseminar in Valencia. Am 23. Juni 1974 empfing er das Sakrament der Priesterweihe für das Erzbistum Valencia.
Salinas Viñals war zunächst als Pfarrvikar der Pfarrei San Jaime in Moncada tätig, bevor er 1976 Ausbilder am Kleinen Seminar des Erzbistums Valencia wurde. Von 1977 bis 1978 war er Diözesanassistent der Jugendabteilung der Katholischen Aktion. 1979 wurde Javier Salinas Viñals für weiterführende Studien nach Rom entsandt, wo er 1982 an der Päpstlichen Universität der Salesianer im Fach Katechetik promoviert wurde. Nach der Rückkehr in seine Heimat wurde er bischöflicher Delegat für die Katechese im Erzbistum Valencia. Ab 1987 wirkte er zudem als Kaplan am Real Colegio del Corpus Christi in Valencia und ab 1990 als Bischofsvikar.
Am 26. Mai 1992 ernannte ihn Papst Johannes Paul II. zum Bischof von Ibiza. Der Apostolische Nuntius in Spanien, Erzbischof Mario Tagliaferri, spendete ihm am 6. September desselben Jahres die Bischofsweihe; Mitkonsekratoren waren der Erzbischof von Madrid, Ángel Kardinal Suquía, und der Weihbischof in Valencia, Rafael Sanus. Sein Wahlspruch Gaudete in Domino („Freut euch im Herrn“) stammt aus Phil 4,4 .
Am 5. September 1997 berief ihn Johannes Paul II. zum Bischof von Tortosa. Vom 8. März 2007 bis zum 16. Juli 2008 war Javier Salinas Viñals zusätzlich Apostolischer Administrator des vakanten Bistums Lleida. Außerdem wurde er am 23. Oktober 2012 Mitglied des Internationalen Rats für die Katechese (COINCAT), der der Kongregation für den Klerus angegliedert ist. Papst Benedikt XVI. bestellte ihn am 16. November 2012 zum Bischof von Mallorca. Die Amtseinführung erfolgte am 12. Januar 2013. Daneben fungierte Salinas Viñals von 1999 bis 2014 in der Spanischen Bischofskonferenz als Vorsitzender der Unterkommission für die Katechese.
Am 8. September 2016 entband ihn Papst Franziskus von der Leitung des Bistums Mallorca und ernannte ihn zum Titularbischof von Monterano sowie zum Weihbischof in Valencia. Radio Vatikan meldete, dass es „gemäß mallorquinischen Medien zu dem Wechsel gekommen sei, nachdem Gerüchte um eine angebliche Liebesbeziehung zu seiner Sekretärin für Unruhe im Bistum“ gesorgt hätten. Neben seiner Tätigkeit als Weihbischof leitete Javier Salinas Viñals bereits ab 2014 in der Spanischen Bischofskonferenz die Kommission für das Laienapostolat. Darüber hinaus gehörte er der Kommission für die Evangelisation, die Katechese und das Katechumenat sowie der Kommission für die Glaubenslehre und der Unterkommission für die interkonfessionellen Beziehungen und den interreligiösen Dialog an.
Am 13. Februar 2023 nahm Papst Franziskus das von Javier Salinas Viñals aus Altersgründen vorgebrachte Rücktrittsgesuch an.

## Schriften (Auswahl)
- Javier Salinas Viñals, Concha Alberola Fabiá: Escucha y camina. Guía del catequista. Arzobispado de Valencia, Valencia 1992, OCLC 954818817.
- Javier Salinas Viñals, Concha Alberola Fabiá: Tú nos llamas. Primera síntesis de fe. Guía del catequista. Siquem, Valencia 2001, ISBN 978-84-95385-06-2.
- Javier Salinas Viñals, Concha Alberola Fabiá: Caminamos codo con codo. Primera síntesis de fe. Guía del catequista. Siquem, Valencia 2001, ISBN 978-84-95385-07-9.
- „Orientaciones pastorales para el Catecumenado“ Claves del documento. In: Teología y catequesis. Nr. 96, 2005, S. 9–24.
- La Enseñanza Religiosa Escolar en el pensamiento actual de la Comisión Episcopal de Enseñanza. In: Bordón. Revista de pedagogía. Band 58, Nr. 4–5, 2006, OCLC 1343447781, S. 583–595 (unirioja.es [PDF; 112 kB]).
- El catecismo Jesús es el Señor. In: Actualidad catequética para la evangelización. Nr. 217–218, 2008, S. 83–92.
- La parroquía, ¿una institución con futuro? In: Revista Española de Derecho Canónico. Band 66, Nr. 167, 2009, S. 499–518 (unirioja.es).
- El catecumenado en España. Balance y perspectivas de un decenio. Apertura de las Jornadas. In: Actualidad catequética para la evangelización. Nr. 231–232, 2011, S. 98–104.
- El paradigma de los santos en la educación de la fé. In: María Encarnación González Rodríguez (Hrsg.): Los santos evangelizan. EDICE, Madrid 2011, ISBN 978-84-7141-720-6, S. 19–38.
- La inciación cristiana en la dinámica de la fe. In: Actualidad catequética para la evangelización. Nr. 235–236, 2012, S. 29–40.
- La diaconía de la verdad como expresión de la comunidad eclesial. In: Actualidad catequética para la evangelización. Nr. 240, 2013, S. 53–64.
- La transmisión de la fe y la Iniciación cristiana. In: Agustín del Agua Pérez (Hrsg.): Transmitir hoy la fe en Cristo. XXIV Encuentro de Obispos y Teólogos. Reunión de la Comisión Teológica Asesora. EDICE, Madrid 2015, ISBN 978-84-7141-831-9, S. 191–208.